# Loi d'Oubli
La loi d’Oubli (en esp. Ley de Olvido) est une loi argentine promulguée en novembre 1821 par Martín Rodríguez, gouverneur de la province de Buenos Aires. Cette loi, dont l’initiateur fut Bernardino Rivadavia, alors ministre de Rodríguez, décrétait une amnistie générale pour toute personne déclarée coupable de trahison. Tout au long de la guerre d’indépendance de l’Argentine, nombre de gouvernants avaient en effet pris, sur la base d’une telle accusation de trahison, des décrets de bannissement à l’encontre d’adversaires politiques. La nouvelle loi autorisait désormais les exilés à retourner à Buenos Aires lavés de toute accusation. L’exposé des motifs de la loi portait :

« Il y a lieu de ne point se souvenir, s’il est possible, ni des ingratitudes, ni des erreurs, ni des faiblesses qui ont pu dégrader les hommes ou affliger les peuples lors de cette entreprise par trop grande et fameuse. C’est pourquoi le gouvernement a pensé qu’il œuvrait dignement en proposant, en la présente occasion, la proposition de loi d’oubli ci-jointe »

.
Juan Larrea, Carlos María de Alvear, Manuel Dorrego et Manuel de Sarratea, parmi d’autres, purent bénéficier de cette mesure et retourner en Argentine.